# Elena Loewenthal
Elena Loewenthal (n. 22 ianuarie 1960, Torino, Italia) este o scriitoare și traducătoare italiană. A tradus numeroase texte ebraice și a colaborat la cotidianul La Stampa din Torino. A predat un curs de cultură ebraică la IUSS - Istituto Universitario di Studi Superiori - a Pavia.

## Biografie
A absolvit în anul 1983 cursuri la Universitatea din Torino cu o teză despre istoriografia evreiască din Evul Mediu timpuriu, după care a cercetat ani de zile texte din tradiția evreiască și a tradus opere literare ebraice, activități care i-au adus în 1999 unul dintre Premiile Naționale pentru Traducere decernate de Ministerul Italian al Patrimoniului Cultural. Ea a publicat, împreună cu Giulio Busi, lucrarea Mistica ebraica, care conține toate textele secrete ale tradiției iudaice din secolul al III-lea până în secolul al XVIII-lea. A lucrat pentru editura Adelphi la elaborarea ediției italiene a operei principale a lui Louis Ginzberg, Le leggende degli ebrei, în șapte volume (1995-2016)
Cartea I bottoni del signor Montefiore e altre storie ebraiche a câștigat Premiul Andersen în 1997. În iunie 2000 a colaborat cu Roberta Anau la redactarea unei cărți de gastronomie intitulate Cucina ebraica. În 2003 a publicat Fiabe ebraiche și primul ei roman, Lo strappo nell'anima. Una storia vera, cu care a câștigat Premiul Grinzane Cavour pentru tineri autori. A mai scris L'Ebraismo spiegato ai miei figli și Lettere agli amici non ebrei.
Scrie la cotidianul torinez La Stampa și colaborează, de asemenea, la Tuttolibri, suplimentul de week-end al aceluiași ziar. 
A predat cursuri de cultură iudaică la Facultatea de Filosofie a Universității Vita-Salute San Raffaele
Din noiembrie 2015 până în 2017 a fost atașat cultural la Ambasada Italiei în Israel.

## Opera
- Favole della tradizione ebraica, Arcana, Milano 1989
- Figli di Sara e Abramo, Frassinelli, Milano, 1995
- Gli ebrei questi sconosciuti. Le parole per saperne di più, Baldini Castoldi Dalai, Milano 1996
- I bottoni del Signor Montefiore e altre storie ebraiche, Einaudi, Torino 1996
- Un'aringa in paradiso, Baldini Castoldi Dalai, Milano 1997; Einaudi, 2011
- Ebraismo. Storia, dottrina, diffusione, Idea Libri, Rimini 1998
- Buon appetito, Elia! Manuale di cucina ebraica, Baldini Castoldi Dalai, Milano 1998
- Cucina ebraica, Fabbri editore, Milano 2000 (cu Roberta Anau)
- Il bar-mitzvà, Belforte Salomone, Milano 2002 (cu Giuseppe Laras și Moni Ovadia)
- L'Ebraismo spiegato ai miei figli, Bompiani, Milano 2002
- Gli ebrei questi sconosciuti. Le parole per saperne di più, Baldini Castoldi Dalai, Milano 2002
- Lo strappo nell'anima, Frassinelli, Milano 2002
- Lettera gli amici non ebrei. La colpa di Israele, Bompiani, Milano 2003
- Attese, Bompiani, Milano 2004
- Quando i pensieri presero la parola, Fabbri, Milano 2005
- La nascita nella tradizione ebraica. Birth in Jewish tradition, Belforte Salomone, Milano 2005
- Eva e le altre. Letture bibliche al femminile, Bompiani, Milano 2005
- Dimenticami, Bompiani, Milano 2006
- Scrivere di sé. Identità ebraiche allo specchio, Einaudi, Torino 2007
- Eva e le altre. Letture bibliche al femminile, Bompiani, Milano 2007
- Conta le stelle, se puoi, Einaudi, Torino 2008
- Tel Aviv. La città che non vuole invecchiare, Feltrinelli, Milano 2009
- Una giornata al monte dei pegni, Einaudi, Torino 2010
- La vita è una prova d'orchestra, Einaudi, Torino 2011
- Il mio piatto forte. La cucina ai tempi di Facebook, Einaudi, Torino 2012
- Vita, Raffaello Cortina Editore, Milano 2012
- La lenta nevicata dei giorni, Einaudi, Torino 2013
- Contro il Giorno della Memoria, ADD Editore,16 gennaio 2014
- Lo specchio coperto. Diario di un lutto, Bompiani, Milano 2015

## Traduceri
Elena Loewenthal a tradus în italiană următoarele lucrări scrise de
- Amos Oz:
  - Fima, Bompiani, 1997 (cu Sarah Kaminski)
  - Una pantera in cantina, Bompiani, 2001
  - La scatola nera, Feltrinelli, 2002
  - Lo stesso mare, Feltrinelli, 2003
  - Una storia di amore e di tenebra, Feltrinelli, 2003
  - Contro il fanatismo, Feltrinelli, 2004
  - D'un tratto nel folto del bosco, Feltrinelli, 2005
  - Non dire notte, Feltrinelli, 2007
  - La vita fa rima con la morte, Feltrinelli, 2008
  - Una pace perfetta, Feltrinelli 2009
  - Scene di vita nel villaggio, Feltrinelli, 2010
  - Tra amici, Feltrinelli, 2012
  - Giuda, Feltrinelli, 2014
- David Grossman:
  - Ci sono bambini a zig-zag, Mondadori, 1998 (cu Sarah Kaminski)
  - Un bambino e il suo papà, Mondadori, 1999 (cu Giorgio Voghera)
  - Il libro della grammatica interiore, Mondadori, 1999 (cu Sarah Kaminski)
  - Itamar e il cappello magico, Mondadori, 2005
  - Con gli occhi del nemico, Mondadori, 2007 (cu Alessandra Shomroni)
  - Itamar il cacciatore di sogni, Mondadori, 2008
- Meir Shalev:
  - Per amore di una donna Frassinelli, 1999
  - Il pane di Sarah, Frassinelli, 2000
  - Storie piccole, Mondadori, 2000
  - Re Adamo nella giungla, Frassinelli, 2001
  - La montagna blu, Frassinelli, 2002
  - Fontanella, Frassinelli, 2004
  - La casa delle grandi donne, Frassinelli, 2006
  - Un serpente, un diluvio e due arche, Frassinelli, 2008
  - Il ragazzo e la colomba, Frassinelli, 2008
- Yoram Kaniuk:
  - Adamo risorto, Theoria, 1996, Einaudi 2001
  - Confessioni di un arabo buono, Theoria, 1997
  - La casa dove gli scarafaggi muoiono di vecchiaia, Mondadori, 2000
  - Tigerhill, Einaudi, 2008
- Aharon Appelfeld:
  - Il mio nome è Katerina, Feltrinelli, 1994 (cu Sarah Kaminski)
  - Badenheim 1939, Guanda, 2007
  - Paesaggio con bambina, Guanda, 2009
  - Un'intera vita, Guanda, 2010
- Yaakov Shabtai:
  - Inventario, Theoria, 1994, Feltrinelli, 2006 (cu Sarah Kaminski)
  - Lo zio Perez spicca il volo, Feltrinelli, 1997 (cu Sarah Kaminski)
  - In fine, Feltrinelli, 1998, Cargo, 2010
- Yehoshua Kenaz:
  - Ripristinando antichi amori, Mondadori, 1999, Giuntina, 2010
  - Cortocircuito, Nottetempo, 2007
  - Paesaggio con tre alberi, Nottetempo, 2009
- Alona Qimhi:
  - Susanna in un mare di lacrime, Rizzoli, 2001 (cu Elisa Carandina)
  - Lily la tigre, Guanda, 2007
- David Vogel:
  - La cascata, Anabasi, 1993 (cu Sarah Kaminski)
  - Davanti al mare, e/o, 1998 (cu Sarah Kaminski)
- Zeruya Shalev:
  - Una storia coniugale, Frassinelli, 2001
  - Dopo l'abbandono, Frassinelli, 2007

A mai tradus:
- Maimonide, Lettera sull'astrologia, Il melangolo, 1994
- Louis Ginzberg, Le leggende degli Ebrei, 5 volumi, Adelphi, 1995-2014 (cu Anna Allisio)
- Lawrence Kushner, Il libro delle parole ebraiche: piccolo abecedario della lingua santa, Ecig, 1998
- Theo Richmond, Konin: la città che vive altrove, Instar libri, 1998
- Gershom Scholem (a cura di), Zohar: il libro dello splendore, Einaudi, 1998
- Mistica ebraica, Einaudi, 1999 (cu Giulio Busi)
- Uri Orlev, La nonna sul filo, Feltrinelli, 1999
- Leo Rosten, Oy oy oy: umorismo e sapienza nel mondo perduto dello yiddish, Mondadori, 1999
- Orly Castel-Bloom, Di cosa sono fatti i baci?: dialoghi con mio figlio, Mondadori, 2000
- Dan Cohn-Sherbok, Ebraismo, San Paolo, 2000
- Uri Orlev, L'aggiustasogni, Feltrinelli, 2000
- Dorit Rabinyan, Spose persiane, Neri Pozza, 2000
- Judith Rotem, Lo strappo, Feltrinelli, 2000 (cu Massimo Bracchitta)
- Beatrice Silverman Weinreich (a cura di), Racconti popolari yiddish, Neri Pozza, 2001
- Fiabe ebraiche, Einaudi, 2003
- Sayed Kashua, Arabi Danzanti, Guanda, 2003
- Natan Zach, L'omino nel pane e altre storie, Donzelli, 2003
- Sayed Kashua, E fu mattina, Guanda, 2005
- Abraham Yehoshua, Ritorno dall'India, Einaudi, 2005 (cu Alessandro Guetta)
- Eshkol Nevo, Nostalgia, Mondadori, 2007
- Avraham Burg, Sconfiggere Hitler: per un nuovo universalismo e umanesimo ebraico, Neri Pozza, 2008
- Shulamith Hareven, Sete, ovvero Trilogia del deserto, Neri Pozza, 2008
- Boris Zaidman, Hemingway e la pioggia di uccelli morti, Il Saggiatore, 2008
- Haggadah: il racconto della Pasqua, Einaudi, 2009
- Shmuel Yosef Agnon, Appena ieri, Einaudi, 2010

## Premii
- Câștigător al premiului Andersen în 1997 și al premiului Grinzane Cavour în 2003.
- Premiul pentru traducere al Ministerului Patrimoniului Cultural
- A fost distins cu premiul orașului Monselice pentru traducerea cărții La scatola nera a lui Amos Oz
- Premiul Procida în anul 2008 pentru traducerea cărții La vita fa rima con la morte a lui Amos Oz.
- Câștigător al premiului Roma și al premiului Campiello pentru cartea Conta le stelle se puoi
- În 2011 a câștigat premiul Piero Chiara pentru romanul Una giornata al monte dei pegni